# Stützlast
Stützlast ist die Kraft, die bei Anhängern ohne ausreichenden Achsabstand (z. B. Pkw-Anhänger mit nur einer Achse oder einem Achsabstand unter 1 Meter;  Sattelauflieger, Zentralachsanhänger) auf die Anhängevorrichtung des Zugfahrzeugs wirkt. Die Hersteller von Anhängern und Zugfahrzeugen schreiben maximal zulässige Stützlasten vor. Der niedrigere der beiden Werte bestimmt die maximale, zulässige Stützlast.
Zulässige Stützlasten bei Pkw-Gespannen liegen meist im Bereich 50 kg bis 100 kg, während sie bei landwirtschaftlichen Geräten, Baumaschinen und Lkw max. 2 t betragen, sofern sie im Geltungsbereich der StVO/StVZO bewegt werden. Der deutsche Gesetzgeber schreibt für gängige Pkw-Gespanne eine Mindeststützlast von 4 % des tatsächlichen Gesamtgewichts des Anhängers vor; sie braucht aber 25 kg nicht zu überschreiten (§ 44 StVZO). Anders in Nordamerika wo zwingend mindestens 10–17 % Mindeststützlast vorgeschrieben sind. Der daraus resultierende Vorteil liegt in der Gespannstabilität, so dass die Fahrzeuge auch die erlaubten Höchstgeschwindigkeiten von bis zu 130 km/h sicher fahren können, ohne ins Pendeln zu kommen.
Die Gesamtlasten müssen bei Anhängern so verteilt sein, dass eine Stützlast im zulässigen Bereich erreicht wird. Maßgeblich dafür ist das Schwerpunkt-Vormaß (Abstand zwischen Schwerpunkt bzw. Lastangriffspunkt des Anhängers und Radaufstandspunkt), welches sich mit
{\displaystyle b=A\cdot {\frac {I}{G}}}
berechnen lässt, wobei {\displaystyle b} (SI-Einheit Meter) das Schwerpunktvormaß, {\displaystyle A} (SI-Einheit Newton) die Stützlast, {\displaystyle I} (SI-Einheit Meter) die Deichsellänge und {\displaystyle G} (SI-Einheit Newton) die Anhängelast bezeichnen. Die tatsächliche Stützlast kann mit einer Stützlastwaage ermittelt werden.
Um auch bei leeren Anhängern eine ausreichende Stützlast zu erreichen, wird die Achse in der Regel hinter dem Anhängerschwerpunkt angebracht.